# 龍星座の紫龍

紫龍（手前）と星矢

龍星座の紫龍（ドラゴンのシリュウ）は車田正美の漫画『聖闘士星矢』および、それを原作とするアニメに登場する架空の人物。
作中ではほぼドラゴン紫龍と呼称されている。アニメの公式表記もこちら。
本項目では、『聖闘士星矢Ω』における「天秤座の紫龍」（ライブラのシリュウ）についても取り扱う事とする。

## 来歴
星矢を始めとする多くの青銅聖闘士（ブロンズセイント）同様、グラード財団総帥の城戸光政の100人の非嫡出子の一人として産まれる。光政からは認知されておらず孤児として育ち、他の兄弟と同様、城戸光政の子であることを知らずに育った。
中国・廬山五老峰（ろざんごろうほう）で老師こと黄金聖闘士・天秤座の童虎（ライブラのドウコ）に師事し、5年にわたる修行の末に廬山の大瀑布をも逆流させるドラゴン最大の奥義・廬山昇龍覇を体得。大瀑布の底に眠っていた龍星座の聖衣（クロス）を得て、聖闘士となる。
当初は師の教えを試すために闘いの場に臨んでいた。アルゴルとの戦いで視力を失ったことから、聖衣を返上し修行地の五老峰で生涯を終えようと考えたこともあったが、聖域（サンクチュアリ）での異変を知って闘いの場に復帰した。誰よりも友情に厚く、正義の聖闘士として覚醒してゆく。十二宮で山羊座のシュラとの戦いの際「自分達のような不幸な子供達がいなくなるならこの命などやすいもの」と自らの命と引換えに廬山亢龍覇を放ちシュラと共に宇宙の塵となった。しかしシュラが、紫龍だけでも助けるために自らの黄金聖衣を纏わせ、地上に戻している。
続編『聖闘士星矢 NEXT DIMENSION 冥王神話』では、捨て子の赤ん坊を翔龍と名付け幼馴染みの春麗とともに育て農業に勤しんでおり、氷河が星矢を救うべく共闘を持ち掛けるが一度拒否。しかしその後現れた斗馬と対峙し、友のために闘わない奴を許せないと滝に落とされたことで、星矢の救出を決意し、龍星座の聖衣と老師の杖を持ち氷河の後を追う。過去に来襲して天秤宮に落ち、天秤座の黄金聖闘士で当時18歳の童虎と対決した。なお前作のポセイドン編では海闘士クリシュナとの戦いで一時的に失明したが、同作品では回復に至っている。
『聖闘士星矢Ω』では、春麗との間に実子・龍峰が生まれており、彼の師でもある。過去のマルスとの戦いの影響で五感を失った状態にあり、他人との交流は小宇宙（コスモ）を通じてのみ可能。ドラゴンの聖衣は既に龍峰に譲り、守り続けてきた天秤座の黄金聖衣は、かつて童虎の元を出奔した弟弟子の玄武が受け継いだ（ただし玄武によると紫龍が天秤座の黄金聖闘士となっていた時期があった模様）。後にアプスの滅亡に伴い魔傷から回復したが、新たな戦いを予見して五老峰で龍峰を再度鍛えあげ送り出す。その後、玄武の戦死を悟り氷河や瞬と一緒にパラスベルダへ赴き怪我人の救護を担っていたが、「刻の門」の前にて龍峰が預かっていた玄武の聖衣石から天秤座の黄金聖衣を纏って黄金聖闘士に復帰、龍峰と共にドヴェルグの道を進む。本作での属性は水。

## 人物像
性格は誠実で勤勉。思慮深く落ち着いた性格であり、後に聖闘士の要となり得る存在とまで呼ばれている。大変義理堅い性格である。外見は腰近くまで伸びた黒髪が印象的な美少年。
なお、初期アニメで体型をがっしりとした筋肉質に描かれたためにその無骨なイメージが根強く未だに誤った体型で描かれることが多いが黄金、青銅の中で一番痩せている。
(連載当時より公式設定数値は、172cm53kgと全聖闘士の中でも一番痩身)
アニメージュの青銅５名の描き方特集ページにおいては、
荒木伸吾氏に「顔として最も整っている」と評価された。(当時の作品の熱狂的人気のせいか、第二回特集において、『全員魅力的』というフォローが入った。)
童虎によって聖闘士としての闘法のみならず、「生きる」という根本的なことを教わり、孤児という境遇の中で光明を見出した紫龍にとって、修行地である五老峰は聖闘士となった後でも安らぎの場所である。春麗からは深い愛情を抱かれており、紫龍も彼女を通じて人間の心の温かさを初めて知ることができたと述べている。アニメでは童虎、春麗と共に家族のように食事をとるシーンも描かれた。師匠の童虎からの第一印象は後年の車田氏加筆版でも「堅物過ぎて詰まらんから帰れ（聖闘士向きではない）」と言う評価だったがハーデス編では「老師と一緒に戦って死にたい」と言う言葉を聞いた童虎は最終的には「アテナ(城戸沙織）にはワシがお詫びしておくから好きにしろ（冥闘士を倒せ）」と命じた。「不器用な弟子」であったが童虎は紫龍の実直で誠実で正義感の強さが聖闘士としての最大武器と認めていたが、同時に柔軟性に欠けてるとも指摘しながら愛していた。
攻防のバランスが取れた聖闘士で、盾に頼らずとも身軽なため回避能力にも優れている。加えて連続攻撃より、一撃必殺の技を多く持つ。闘いにおいては敢えて聖衣を脱ぎ捨てるなど（後述の龍紋の演出もあってか、聖衣を脱いだり破壊された後はおおむね上半身裸になる）、敵前で自身を追い詰め背水の陣で小宇宙を高めてゆく。そのため、限界を越えた闘いの最中で出血多量や失明、挙句には仮死に至るなどの重傷を負うことも多い。小宇宙が最高点にまで燃え上がると、龍が天に昇るときに発するという燐気が全身に満ち、背中一面に龍の姿が浮かび上がる。後に『聖闘士星矢 NEXT DIMENSION 冥王神話』で語られた設定によれば、この龍は「龍紋（りゅうもん）」と呼ばれ、童虎の背に浮かぶ猛虎と同じく、聖闘士の要として天秤座の聖衣を纏う資格の証とされる。本編終盤では、師匠である天秤座の童虎と、死闘を繰り広げた山羊座のシュラの2人の黄金聖闘士の技を受け継いでいる。
『聖闘士星矢Ω』においては厳格な武人に成長しているが、童虎に教わった「ユズリハの心」を実践し、息子の龍峰をはじめとする新世代の聖闘士の成長を促すことを第一とする。

## 他作品

### 『聖闘士星矢 Legend of Sanctuary』
映画『聖闘士星矢 Legend of Sanctuary』では、16歳。177cm。信念のために命を投げ出すことも厭わない「義」の男。小宇宙が最大に燃焼すると自らの背中に昇龍が発現する。非常に真面目な性格をしているが天然な面もある。常に敵との遭遇を念頭に置き、日常的に聖衣を装着しているなど「聖衣並みの頭の固さ」と仲間から呆れられた。
星矢達と共に沙織を狙う青銅聖闘士を蹴散らし彼女と出会う。城戸邸では来襲したアイオリアとの戦闘で歯が立たなかったが、光り輝く小宇宙を放った沙織を真のアテナと確信する。沙織を奉じ到達した十二宮では巨蟹宮でデスマスクを倒す。
城戸邸では、表紙に五老峰に座す老師が描かれた雑誌「月刊五老峰」を読んでいた。

## 聖衣
龍星座の聖衣
色は龍の鱗のような濃緑。飛流直下三千尺と謳われる廬山の大瀑布の水に打たれ続けていたことにより、全ての聖衣の中で最高の硬度を持った右拳および盾を持つ。盾は取り外してフリスビーのように投げて敵を攻撃することも可能。
原作とアニメの相違でクロスの自動装着は原作ではなかったが（アニメは星座名を呼べば自動装着される）、原作では師匠・老師(天秤座の童虎）が同じ黄金聖闘士の星座の蟹座のデスマスクに襲われた際に廬山の瀧坪に落とされ・・・「ドラゴン・・・」と呼びの自動装着された初の原作版の聖闘士である（戦闘がない限り龍星座の聖衣は紫龍は廬山の瀧坪に置いている）。
天馬星座の聖衣同様、自らの血や黄金聖闘士、アテナの血によって様々な進化を遂げる（初期青銅聖衣→ムウによる修復（鳩尾の装甲が五角形、ベルト（ウエスト）のバックルのデザインが変更。初期に無かった踵（フット）のパーツが追加。以降基本デザイン）→新生青銅聖衣→最終青銅聖衣→神聖衣）。その度にデザインが変化していくが、龍の角と髭をあしらったヘッドギアと、左腕の盾および両肩の龍の爪は龍星座の聖衣のシンボルとして進化の際にも受け継がれていった。アニメオリジナルの初期聖衣も、盾と龍の爪はほぼ同様のデザインがされている。また、最終的に神聖衣（ゴッドクロス）へと進化した際には翼が追加された。
天秤座の聖衣
海皇ポセイドンとの戦いや劇場版において五老峰から動けない師に代わって黄金聖衣を身に付ける機会があり、勝利に貢献した。しかしタナトスとの戦いにおいては全く抵抗する暇も無く、一撃で粉々にされている。
『聖闘士星矢Ω』においては天秤座の黄金聖衣を管理しており、黄金聖闘士の資格も得ていたが、マルスとの戦いで負った魔傷の影響で五感を失い、弟弟子である玄武が天秤座の黄金聖衣を継ぐこととなった。
パラスとの戦いで玄武が戦死した後、彼の遺志を継いで天秤座の黄金聖闘士として復帰する。黄金聖衣の形状も玄武が装着していた時とは変化しており、原作ではヘルメット型であったマスクが、角飾りの意匠をほぼそのまま残したヘッドギア型となっている。
山羊座の聖衣
山羊座のシュラに対して廬山亢龍覇を放ち相打ちとなった際、改心したシュラが死の直前に紫龍に一時的に装着させ、彼の命を救った。

## 必殺技
廬山昇龍覇（ろざんしょうりゅうは）
廬山の大瀑布をも逆流させるという、紫龍最大の奥義。完全燃焼させた小宇宙をこめ、主にアッパーカットで強力な拳を放つ。
放つ際に全身の力を込めるため、無意識に左拳のガードが一瞬下がり、心臓がガラ空きになるという弱点を星矢に見抜かれ敗れる。シュラに同様の弱点を指摘された際は、それを逆手にとって捨て身の攻撃を放っている。
また、体力の消耗が激しいときに使用すると、パワーに耐え切れず全身の毛細血管が破れて血液が吹き出し、死に至るという。
師の童虎から授かった技であり、童虎自身も前聖戦時の18歳当時に使用している。当時の威力は紫龍と互角であった。山羊座のシュラに「児戯」と揶揄されたが「昇龍覇はこの紫龍が命を賭けて会得した奥義」と誇りを持っており、それは百龍覇を会得してからも変わらなかった。紫龍の聖闘士としての代名詞でもあり、これを会得して聖闘士になるまで5年の年月を要した。開眼するまでは童虎に「（廬山の大瀑布をも逆流させるというのは）天地の法則として不可能」と泣き言を漏らしたが「その不可能を可能にするのが聖闘士」と一喝され龍星座の聖闘士として覚醒した。決め台詞は「ドラゴン最大の奥義・・・」から始まり紫龍にとっては終始最大の必殺拳である。
原作、アニメ、ゲームいずれも昇龍のイメージが付加されている。昇龍そのものをぶつける描写もあれば、あくまでアッパーカットが本来の打撃で、龍はイメージに留まる描写まで様々である。
廬山龍飛翔（ろざんりゅうひしょう）
龍の闘気を全身に纏い、自らの肉体を拳と化して相手に突進する技。闘気のみを相手にぶつけることもできる。原作・アニメ共に登場回数は少ない。
廬山百龍覇（ろざんひゃくりゅうは）
本来は童虎の技。蓄積した小宇宙を、両掌から無数の龍の姿として撃ち出す。紫龍もハーデス十二宮編で仮死の法より復活した師の童虎から、前教皇のシオンとの戦いの際に受け継ぎ、冥界・嘆きの壁前での戦いでは、この技を冥闘士の精鋭3人に放ち2人を一度に倒した。
廬山亢龍覇（ろざんこうりゅうは）
相手を羽交い絞めにして、全小宇宙を爆発させて超高速で飛び上がり、上昇時の摩擦熱によって相手を消滅させる大技。しかし自分自身も摩擦熱に耐え切れずに死んでしまうため、師・童虎より禁じ手として封印するよう命ぜられていた。
山羊座のシュラに追い詰められた紫龍が起死回生の技として使用し、相討ちに持ちこんだ。この際に自身の間違いを悟ったシュラに黄金聖衣を譲られた事で生還を果たした。
アニメオリジナルの北欧アスガルド編ではジークフリートへ使用を試みたが山羊座のシュラに止められ、オーディーン・サファイア消失を防ぐため発動しなかった。
聖剣（エクスカリバー）
本来はシュラの技。鋼のように鋭い手刀でどんなものでも真っ二つにする。その威力は最硬のドラゴンの盾をも真っ二つにするほど。後に紫龍がシュラの魂より受け継ぎ、紫龍が小宇宙を最大限にまで高めることで初めて使用することが可能となった。初使用は『ポセイドン編』の海将軍（ジェネラル）の一人、クリュサオルのクリシュナ戦でありチャクラと称される聖闘士の星命点に位置するものが頭部の中央から股下まで一直線であったためにエクスカリバーで一刀両断し粉砕し倒している。クリュサオルはポセイドンの息子の化身でありかなりの強敵であった。実際にクリュサオルの鉾に龍星座の強化後の盾が貫かれているので、エクスカリバーなしでは勝てなかった相手であった。
当初は聖剣は右腕に宿っているとされたが、冥闘士ゴードンとの闘いでは、左腕が「聖剣」と呼ばれている。このためOVA『聖闘士星矢 冥王ハーデス冥界編後章』6話ではシュラは左腕に聖剣が宿っていると述べるが、『聖闘士星矢 冥王ハーデスエリシオン編』第1話では、この場面は右腕に再訂正されている。

## キャスト
声優
- 鈴置洋孝（TV版、OVA『冥王ハーデス十二宮編編』、劇場版第1〜5作）
  - 川島千代子（TV版・幼少期）

- 櫻井孝宏（OVA『冥王ハーデス冥界編』以降の関連作品）
- 成田剣（聖闘士星矢Ω）
- 赤羽根健治（LEGEND of SANCTUARY）

俳優
- 草彅剛（1991年ミュージカル）
- 植野堀まこと（2011年ミュージカル）